# Sebastianskapelle (Darsberg)

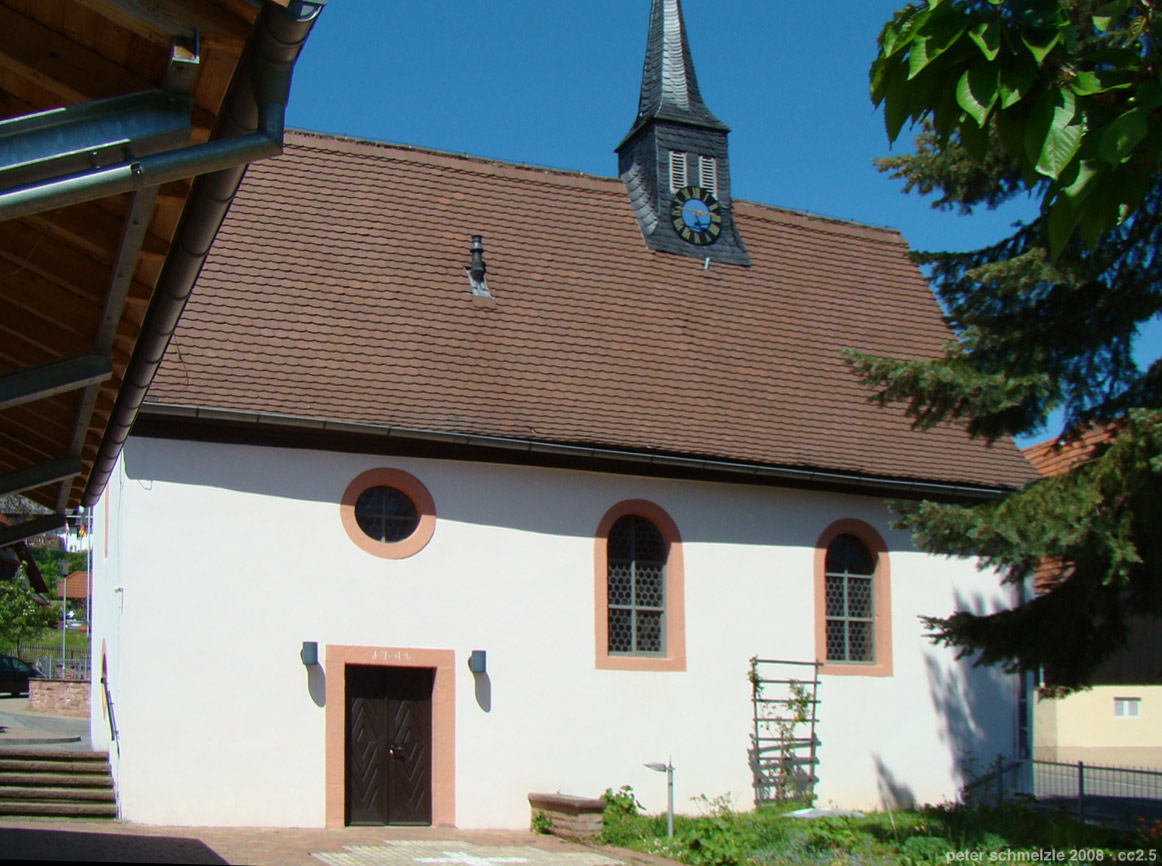
Sebastianskapelle in Darsberg

Die Sebastianskapelle in Darsberg gehört heute zur evangelischen Gemeinde  Darsberg (Ortsteil von Neckarsteinach) oberhalb vom Neckar (Nordufer, Hessen). Sie entstand als spätgotische kleine Hallenkirche an der Straße ins Neckarsteinacher Hinterland.

## Geschichte
Die älteste Urkunde über den Ort aus dem Jahre 1174 bezeichnet den Ort noch als „Tagersperch“. Lehnsherren waren damals noch die Bischöfe von Worms, die Darsberg als Lehen an die Landschad von Steinach und die Ritter von Hirschhorn vergaben. Im Lehensbrief des Bischofs Gerlach von Worms (1329–1332) an Ritter Hans von Hirschhorn zum Sankt-Martinstag 1329 wird das „Dorff zum Darsperg“ zum ersten Mal ausdrücklich erwähnt. 
Es wird gemutmaßt, dass die Kapelle spätestens in der zweiten Hälfte des 15. Jahrhunderts entstanden ist. Sie wurde dem heiligen Sebastian geweiht und hat auf dem Altar einen Marienschrein. Es besteht die Möglichkeit, dass die Kapelle für den bereits vorhandenen Altarschrein errichtet wurde, weil in Neckarsteinach ein Kirchenumbau anstand. Mit ihrer Herrschaft wird die Gemeinde und damit auch die Kapelle um 1524 sehr früh lutherisch-evangelisch.
2006 wurde eine Renovierung abgeschlossen.

## Ausstattung

### Architektur
Das Fachwerk des gleichmäßigen Satteldachs trägt zentral einen kleinen spitz behelmten Dachreiter mit zweiseitiger Turmuhr und Schallöffnungen. Über der zweiflügeligen Eingangstür an einer Längsfront ein kleines rundes Fenster. Daneben zwei hohe Fenster mit romanischen Schlusssteinen.

### Marienschrein
Der Marienschrein hat die Form eines vierflügeligen Baldachinschreins. Im geschlossenen Zustand lehnen die beiden inneren Flügel am gotischen Maßwerk des Baldachins über der Marienfigur als Seitenwände und auf der Außenseite der Frontflügel ist eine Verkündigung an Maria dargestellt. Diese Frontflügel umschließen die zentrale Marienfigur. Maria auf der linken Tafel kniet an einem Pult betend, über ihr die Taube des Heiligen Geistes (eine Gottesgestalt).
Geöffnet zeigen die Tafeln des rechten Flügels St. Nikolaus und Sta. Katharina. Links von innen nach außen Sta. Barbara und den Kirchenpatron St. Sebastian.
Die Heiligen stehen vor einem goldenen Hintergrund. Im Heiligenreif tragen sie ihre Bezeichnung. Auffällig sind hier drei Frauenfiguren bei geöffnetem Altar nebeneinander. Die beiden heiligen Frauen gehören zu den 14 Nothelfern des Mittelalters. Katharina steht neben einem zerbrochenen Rad auf dem gleichen grünen Grund wie die anderen Figuren. Sie trägt das Buch und das Schwert und einen weißen Mantel. Barbara steht mit grünem Umhang über dem roten Kleid neben ihrem Gefängnisturm.
Darüber hinaus sind sie entsprechend ihren Legenden mit Beiwerk ausgestattet – der Nikolaus von Myra hat neben dem Bischofsornat (grün, rote Messgewänder über einem weißen Hemd) in der rechten Hand die Darstellung der drei goldenen Kugeln. Der gefesselte, von Pfeilen durchbohrte, blond gelockte Sebastian trägt außer einem kurzen Beinkleid eine rote Tunika mit einer goldenen Schließe.
An Stelle des Hauptbildes steht die Mutter Gottes. Die ungefähr 1,20 Meter hohe bekrönte „liebliche“ Maria trägt in der Rechten einen Apfel und links ein nacktes Jesulein, das selbst eine Taube hält. Damit stehen als unmissverständliche theologische Aussage der Sündenfall und Gottes Niederkunft auf einer zentralen Ebene dicht beieinander. Auffällig an ihrer Kleidung sind die gold gefassten Rauten auf weißem/cremefarbenem Mantelgrund.
Zwei geflügelte Halbfiguren halten im Hintergrund den Teppich (Vorhang) der Verkündigungsszene zum Schutz, malerisch natürlich als Kontrastfläche, auf dem Strahlen die davorstehende Figur illuminieren. Am Fuß des roten Teppichs erscheint das Bodenmuster der äußeren Szene, so dass wohl beabsichtigt ist darzustellen, dass Maria nun vors Haus, an die Öffentlichkeit, getreten ist.
Dieses in der Pfalz seltene Kunstwerk aus dem Spätmittelalter stammt von einem (?) bisher unbekannten Schnitzer und Maler.